# Ladies' Night (singolo)
Ladies' Night (o anche: Ladies Night) è un brano musicale di genere funk-disco-R&B inciso nel 1979 dal gruppo musicale statunitense Kool & the Gang e pubblicato come singolo dall'album omonimo.  Autori del brano sono Robert Bell, Dennis Thomas, George Brown, Claydes Smith, Ronald Bell, J.T. Taylor, Earl Toon e Meekaaeel Muhammed.
Il singolo, pubblicato nei formati 7" e 12", uscì con le etichette De-Light Records, Metronome e Mercury. Un'ulteriore versione in 12", con il brano Get Down on It al Lato B, fu pubblicata anche nel 1990.
Vari artisti hanno inciso una cover del brano.

## Produzione e distribuzione
Nelle copertine originali il titolo del brano conteneva l'apostrofo, ma nelle classifiche fu indicato senza apostrofo.
Il singolo raggiunse l'8º posto negli Stati Uniti e segnò un punto di svolta per la band, che nei tre anni precedenti non era riuscita a piazzare un disco nella Top Ten.

## Tracce
45 giri (Versione 1; etichetta De-Light Records, Metronome)
1. Ladies' Night – 3:32
2. Too Hot – 4:10

45 giri (Versione 2; etichetta Metronome/Mercury)
1. Ladies' Night – 3:32
2. If You Feel Like Dancin' – 5:05

45 giri (Versione 3; etichetta Mercury, 1980)
1. Ladies' Night – 3:32
2. Got You Into My Life – 4:25

45 giri maxi (Versione del 1979)
1. Ladies' Night – 6:38
2. Hangin' Out

45 giri maxi (Versione del 1990)
1. Ladies' Night – 6:38
2. Get Down on It – 4:58

## Classifiche
| Classifica  | Posizione massima | Nr. di settimane |
| ----------- | ----------------- | ---------------- |
| Austria     | 18                | 2                |
| Belgio      | 14                | 6                |
| Germania    | 18                | 18               |
| Norvegia    | 10                | 1                |
| Paesi Bassi | 12                | 8                |
| Regno Unito | 9                 |                  |
| Stati Uniti | 8                 |                  |
| Svizzera    | 7                 | 6                |

## Cover
Tra gli artisti che hanno inciso una cover del brano, figurano (in ordine alfabetico):
- 11 Acorn Lane (2016)
- Atomic Kitten feat. Kool & the Gang (2003)
- Ball in the House (2011)
- The BB Band (1999)
- Beelzebubs (2005)
- Flashy (2005)
- Grains of Time (2006)
- Jayne Kennedy (1982)
- Marvin Scott & Mondo Wells (2006)
- Soul Kitchen-Band feat. John Davis (2011)
- Startrax (1981)

### La cover delle Atomic Kitten feat. Kool & the Gang
Nel 2003 il girl group britannico Atomic Kitten realizzò una cover del brano assieme agli interpreti originari, versione che uscì come singolo estratto dall'album Ladies Night.
Il singolo uscì su etichetta Innocent/Virgin Records.

#### Tracce
CD singolo
1. Ladies' Night – 3:06
2. The Tide Is High (Get The Feeling) (Radio mix) – 3:26

Durata totale: 6:32

#### Classifiche
| Classifica  | Posizione massima | Nr. di settimane |
| ----------- | ----------------- | ---------------- |
| Australia   | 39                | 5                |
| Austria     | 32                | 7                |
| Danimarca   | 12                | 2                |
| Belgio      | 18                | 9                |
| Germania    | 33                | 7                |
| Francia     | 54                | 10               |
| Italia      | 30                | 4                |
| Paesi Bassi | 16                | 11               |
| Regno Unito | 8                 |                  |
| Svizzera    | 38                | 5                |

## Il brano nella cultura di massa
- Il brano fu utilizzato nella pubblicità della birra Bud Light[2]